# エサオマントッタベツ岳
エサオマントッタベツ岳（エサオマントッタベツだけ）は、北海道の帯広市と新冠郡新冠町の2市町にまたがる標高1,902mの山である。

## 概要
日高山脈の中央部に位置する山で、三角点は設置されていない。200m北東ほど離れたピークがある双耳峰である。東方向の尾根には札内岳、十勝幌尻岳が聳えている。
山名は北北東を流れる戸蔦別川支流のエサオマントッタベツ川に由来し、アイヌ語で「e-sa-oman-{totta-pet}（水源を遡ると浜（海）の方に向かう戸蔦別川）」が由来であるとされる。なおエサオマントッタベツ川上部にはカール地形があり、エサオマントッタベツ北東カールと呼ばれる。

## 登山
登山道は存在しないが、無雪期に登られることも多い。戸蔦別川林道にあるびれい橋から出発し林道を歩き、エサオマントッタベツ川林道（エサオマン戸蔦別林道）からエサオマントッタベツ川を遡上する。標高1869m峰付近で稜線に出てエサオマントッタベツ岳の山頂に至る。徒渉や滝登りを何度もやるほか、ハイマツの藪漕ぎを強いられることもあるため、初心者向けの山ではない。エサオマントッタベツ北東カールや山頂付近にテント幕営地がある。